# Bothus tricirrhitus
Bothus tricirrhitus is een straalvinnige vissensoort uit de familie van botachtigen (Bothidae). De wetenschappelijke naam van de soort is voor het eerst geldig gepubliceerd in 1977 door Kotthaus.